# Chích chòe nước trán trắng
Chích chòe nước trán trắng hay chích chòe nước lưng xám (danh pháp khoa học: Enicurus schistaceus) là loài chim chích chòe nước thuộc họ Đớp ruồi (Muscicapidae). Chích chòe nước trán trắng là loài mảnh mai, có kích thước trung bình và được phân biệt với các loài cùng chi bởi trán, đỉnh đầu và bộ lông màu xám đá phiến. Loài này có một cái đuôi dài, chẻ sâu với các dải màu đen và trắng, mông màu trắng và một vạch trắng trên các lông chính. Phần còn lại của bộ lông chủ yếu là màu trắng. Cá thể đực và cái có hình thái giống nhau. Loài chim này thường lui tới rìa các dòng sông và suối chảy xiết để săn các động vật không xương sống nhỏ bằng cách nhảy giữa các tảng đá hoặc bay trên mặt nước. Chim sinh sản từ tháng 2 đến tháng 7, đẻ 3–4 quả trứng hơi hồng, hơi xanh hoặc trắng. Chim bố và mẹ đều cùng ấp trứng.
Chích chòe nước trán trắng thường sống gần các con suối và sông ở các vùng nhiệt đới và cận nhiệt đới, đôi khi thì xa hơn khỏi dòng nước đến mép đường và đường mòn. Chúng chủ yếu sống đơn độc, đôi khi sống theo cặp và nuôi con vào mùa sinh sản. Tiếng kêu của chúng giống với bồng chanh rừng, hai loài dễ bị nhầm lẫn với nhau. Loài này phân bố chủ yếu ở trung và đông dãy Himalaya, tiểu lục địa Ấn Độ, miền nam Trung Quốc và Đông Nam Á lục địa. Liên minh Bảo tồn Thiên nhiên Quốc tế phân loại chích chòe nước trán trắng là loài ít quan tâm do số lượng ổn định và phạm vi phân bố rộng của loài.

## Phân loại
Chích chòe nước trán trắng được nhà tự nhiên học người Anh Brian H. Hodgson mô tả khoa học vào năm 1836. Ban đầu loài được đặt trong phân chi Enicurus thuộc chi Motacilla, gồm các loài chìa vôi. Mẫu vật được sử dụng để mô tả loài có nguồn gốc từ Nepal. Tên khoa học của loài bắt nguồn từ tính từ schistaceus ("xám đen") trong tiếng Latinh. Chích chòe nước trán trắng hiện được đặt trong họ Muscicapidae, bao gồm các loài đớp ruồi Cựu thế giới và phân họ Sẻ bụi. Một nghiên cứu di truyền học cho thấy chích chòe nước trán trắng và chích chòe nước nhỏ có sự khác biệt về mặt di truyền với chích chòe nước đầu trắng nhiều hơn so với các loài chích chòe nước khác.

## Miêu tả

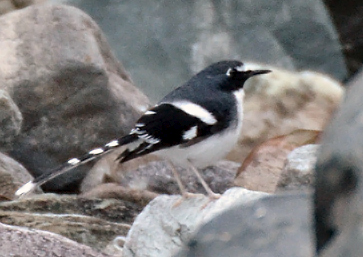
Chích chòe nước trán trắng ở Thung lũng Dibang, Arunachal Pradesh, Ấn Độ.

Chích chòe nước trán trắng là một loài chim mảnh mai, kích thước trung bình, dài từ 22 đến 25 xentimét (8+5⁄8 đến 9+7⁄8 in) và nặng từ 26 đến 38 gam (0,92 đến 1,34 oz). Chim có màu xám đen, đen và trắng. Mỏ màu đen, chân có màu hơi hồng nhạt hoặc hơi xám. Mống mắt được mô tả là có màu nâu sẫm, nhưng cũng có màu đen ở một số cá thể. Chim có cổ họng màu đen và một sọc trắng hẹp trên mặt dài đến ngay sau mắt, đôi khi được miêu tả như một chiếc mặt nạ trắng. Sọc trắng này đôi khi bao gồm một vành màu trắng bao quanh hoàn toàn hoặc một phần mắt. Vành tai, cằm và mặt cũng có màu đen. Trán, đỉnh đầu, hai bên cổ và vai có màu xám đá phiến. Chim có lông mình màu đen, một mảng trắng ở gốc lông bay, vài vạch rộng màu trắng, và một mảng trắng lớn trên mông và lưng dưới. Phần gốc của các lông bay có màu trắng, đôi khi thấy được dưới dạng vạch nhỏ trên cánh. Lông đuôi chim dài và đều nhau, có khía sâu. Đuôi phần lớn màu đen, ngoại trừ chót đuôi màu trắng. Các lông đuôi ngắn hơn có đỉnh màu trắng, tạo nên ba dải trắng dọc theo thân.
Con non của loài này không có trán màu trắng, thân trên màu nâu và có vạch sẫm màu trên ngực. Đuôi của con non ngắn hơn của con trưởng thành. Con non cũng có phần giữa mắt và mỏ màu xám hoặc hơi vàng, cằm và cổ họng màu xám hoặc trắng. Hai bên sườn có màu nâu xám xỉn. Chích chòe nước trán trắng không phải là loài có dị hình giới tính. Một số mẫu vật có đỉnh lông bay màu trắng; đặc điểm này xuất hiện ở mọi quần thể của loài. Có giả thuyết cho rằng đây là một hệ quả của quá trình lão hoá hoặc hư tổn tự nhiên. Tuy nhiên, đặc điểm này không liên quan đến giới tính. Chích chòe nước trán trắng rất giống với chích chòe nước lưng đen (Enicurus immaculatus), nhưng có lớp lông và đỉnh đầu màu xám đá phiến đặc trưng, cũng như cỡ mỏ lớn hơn một chút và vùng trán ít trắng hơn.

### Tiếng kêu
Tiếng kêu của chích chòe nước trán trắng được mô tả là "cao, mảnh, sắc, giống tiếng kim loại", tương tự như tiếng kêu của một loài bói cá nhỏ. Đặc biệt, tiếng kêu của loài dễ bị nhầm lẫn với tiếng kêu của bồng chanh rừng (Alcedo hercules). Một mô tả khác nhận xét loài có tiếng kêu khá êm dịu. Khi bị kích động, chim phát ra tiếng chói tai, lặp đi lặp lại.

## Phân bố và môi trường sống
Chích chòe nước trán trắng được tìm thấy gần các vùng nước có dòng chảy xiết trong các khu rừng lá rộng vùng núi nhiệt đới và cận nhiệt đới, cũng như gần các khu vực canh tác. Các nơi này bao gồm các suối và sông có đá, kể cả các sông và thung lũng rộng ở các khu vực đồng bằng. Một bài báo năm 2000 nghiên cứu về các loài chim ở tây bắc Ấn Độ và Nepal đã phát hiện ra rằng số lượng cá thể chích chòe nước trán trắng giảm dần theo độ cao. Nghiên cứu cũng phát hiện ra rằng loài chim này ưa thích những dòng suối được bao quanh bởi thảm thực vật dày đặc và phức tạp, đồng thời có bờ đất chắc chắn và ổn định. Chim cũng ưa thích những dòng suối có cát hạt mịn hơn ở đáy và có "trình tự hồ - bờ" (pool–riffle sequences). Loài chim này hiếm khi hiện diện ở những khu vực hẻo lánh trong rừng và ở hai bên đường hoặc lối mòn gần mặt nước. Trong những tháng mùa đông, người ta quan sát thấy loài này di chuyển từ vùng núi vào vùng chân đồi và đồng bằng.
Loài này được tìm thấy ở trung và đông dãy Himalaya, từ bang Uttarakhand của Ấn Độ ở phía tây đến Myanmar ở phía đông, bao gồm cả Nepal và Bhutan. Có một số cá thể lang thang ở Bangladesh. Chích chòe nước cũng được tìm thấy ở miền nam Trung Quốc, bao gồm ở đông nam Tây Tạng, các tỉnh Tứ Xuyên, Vân Nam, Quý Châu, Phúc Kiến, Chiết Giang và có thể ở Hải Nam. Ở Đông Nam Á, loài có mặt tại Thái Lan, Việt Nam, Lào, Campuchia, bán đảo Mã Lai và Hồng Kông. Ở Hồng Kông, loài chích chòe nước này rất hiếm gặp và chỉ thỉnh thoảng được nhìn thấy vào mùa đông. Chim phân bố không đồng đều ở Đông Nam Á. Phạm vi phổ biến theo độ cao của loài phụ thuộc vào vị trí địa lý. Độ cao được ước tính là 300-1600m so với mực nước biển ở miền bắc Ấn Độ, 900-1675 ở Nepal, 400-1800 ở miền nam Trung Quốc và các khu vực lân cận của Thái Lan, trên 500m ở Campuchia, trên 800m ở Malaysia và 800-2200m ở Bhutan. Vào mùa đông, mức độ cao được ghi nhận là thấp tới 200m so với mực nước biển.
Phạm vi của loài chưa được xác định chính xác, nhưng được biết là rất lớn. Quần thể được cho là ổn định và mặc dù kích thước không được biết chính xác, chúng được cho là lớn hơn 10.000 cá thể. Chích chòe nước trán trắng được Liên minh Bảo tồn Thiên nhiên Quốc tế phân loại là loài ít quan tâm. Loài này phổ biến ở các khu vực thuộc phạm vi phân bố của chúng ở Trung Quốc, Nepal và Đông Nam Á.

## Hành vi và sinh thái học
Chích chòe nước trán trắng sinh sản từ tháng 2 đến tháng 7, thời gian sinh sản dường như không thay đổi trong phạm vi của loài. Chim xây tổ bằng rêu, lá và cỏ. Hình dạng của tổ có thể là một cái cốc hoặc một phần của mái vòm, tùy thuộc vào nơi tổ được xây dựng. Nó thường có một lớp bùn bên ngoài. Tổ có thể được xây dựng trong các lỗ trên mặt đất hoặc trong các thân cây, giữa các rễ cây, trong các hốc cây chết và đôi khi trong các kẽ hở trên đá. Chim đẻ từ ba đến bốn quả trứng có màu từ trắng tinh đến trắng hồng đến trắng xanh, với những đốm màu hoa oải hương hoặc nâu đỏ. Các đốm tập trung ở đầu lớn hơn của quả trứng. Cả chim bố và mẹ đều ấp trứng. Các cặp chim được cho là có hai hoặc ba lứa trong một năm.
Loài này ăn động vật không xương sống nhỏ được tìm thấy trong hoặc xung quanh nước, bao gồm cả ấu trùng và động vật giáp xác. Chim kiếm ăn ở mép nước, và được mô tả là "di chuyển không ngừng nghỉ". Chúng kiếm ăn trên và giữa các tảng đá ở mép nước cũng như giữa dòng và đôi khi cũng sẽ lao vào nước. Mặc dù chúng thường kiếm ăn bằng cách nhảy nhanh giữa các tảng đá, chim cũng thực hiện những cú nhảy ngắn trên mặt nước để chộp lấy thức ăn trên mặt nước. Cách bay của loài được mô tả tương tự như cách bay của một loài chìa vôi lớn: nhanh chóng, trực tiếp và hơi nhấp nhô. Chim được nhìn thấy chủ yếu ở gần mặt nước. Chúng thường sống đơn độc, đôi khi là theo cặp và được mô tả là một loài chim nhút nhát. Chim liên tục lắc đuôi và khi bị quấy rầy, cá thể có thể nhấc đuôi lên và mở ra bằng một chuyển động nhanh giống như cái kéo. Vào mùa sinh sản, chúng đôi khi sống thành các nhóm gia đình nhỏ, trong khi vào mùa đông, chúng thường sống đơn độc. Tuy nhiên, nhiều cá thể có thể cùng kiếm ăn ở một đoạn sông ưa thích, như 15 cá thể đã được quan sát thấy dọc theo một đoạn sông ở Bhutan.
Ở phạm vi của loài ở khu vực Đông Nam Á, chúng ít vận động, trong khi ở dãy Hymalaya, chim được quan sát thấy di chuyển trên độ dốc cao. Một nghiên cứu năm 1998 cho thấy loài này di chuyển cục bộ để đối phó với mực nước dâng cao trong mùa gió mùa.